# ربی
ربی یا رَبَن (به عبری: רַבִּי) در اورشلیم به آموزگار تورات گفته می‌شود. ربی به معنی استاد من و به صورت جمع ربانیم (به عبری: רבנים) پژوهشگر مرجع دینی در جامعه یهودی است. ربی گاهی نیز به صورت راو (به عبری: רב) به معنی استاد یا ارباب گفته می‌شود.
شکل اولیه ربی در دوران فریسی و روزگار تلمود، هنگامی‌که آموزگاران یهود به تدوین قوانین نوشته‌شده و شفاهی یهود پرداختند، بازمی‌گردد. در فرقه‌های مختلف یهود، الزام‌های گوناگونی برای برنامه‌های ربی و کسی که به عنوان ربی، به‌رسمیت شناخته شود، وجود دارد. ازنظر برخی از گروه‌های یهودی به‌جز یهودیان ارتدوکس و برخی گونه‌های محافظه‌کار، زنان نیز می‌توانند به مقام ربانوت دست یابند.

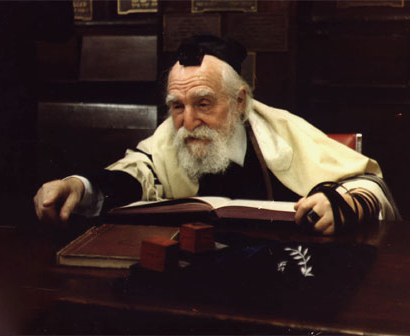
ربی موشه فاینستین که رهبر مهم یهودیان ارتدوکس در نیمه دوم قرن بیستم میلادی بود.

## واژه‌شناسی
واژهٔ ربی از ریشه سامیِ رب به معنی بزرگ و مورد احترام نشات گرفته‌است. این لغت معادل لغت عربی ربّ به معنی ارباب و خداوند است. در عربی معمولاً واژه رب تنها برای نامیدن خداوند استفاده می‌شود با اینکه مانند عبری دارای معنی ارباب نیز است. ربیهایی که دارای احترام زیادی باشند تنها راو خوانده می‌شوند.
شغل ربی در کتاب مقدس یافت نمی‌شود و نسل‌های اولیه قوم اسرائیل از واژه ربی برای نامیدن کسی استفاده نمی‌کردند. اولین اشاره به واژه ربی در میشنا (بخشی از تلمود) در حدود سال ۲۰۰ میلادی است. این واژه برای ربی گملیئل بزرگ، ربی شمعون پسر او و ربی یوهانان بن زکای استفاده شده‌است. این افراد همه جزو اولین سران سنهدرین (دادگاه شرعی یهودی) بودند. در عهد جدید واژه ربی چندین بار بکار رفته‌است. در اناجیل متی، مرقس و یوحنا واژه ربی به صورت یونانی ῥαββί وجود دارد. این واژه در عهد جدید برای نامیدن کاتبان تورات و فریسیان و همچنین شخص عیسی مسیح بکار رفته‌است.

## احترام
بر اساس تلمود، تلاش برای رسیدن به مقام ربی یا پژوهش‌گر تورات، از احکام (میتزوه) سرچشمه می‌گیرد. حتی کوهنها نیز باید مانند بقیه به ربیها احترام بگذارند؛ ولیکن اگر فرد ملاقات‌کننده دانشمند مهمتری باشد احتیاج به ایستادن ندارد. در بسیاری موارد ربیها دارای چنان قدرتی بودند که بتوانند افرادی را که به آن‌ها بی‌احترامی‌کنند، از جامعه طرد کنند.

## تاریخچه
دولت پادشاهی‌های اسرائیل (پادشاهی شمالی) و پادشاهی یهودا بر اساس پادشاهان، پیامبران، و اعضای دادگاه شرعی یهود بود. این افراد باید قضاوت شرعی خود (سمیخا) را به صورت نسل در نسل از موسی دریافت می‌کردند؛ ولیکن معمولاً به این افراد ربی گفته نشده و بلکه آن‌ها قضات (دیانیم) یا شوفتیم نامیده می‌شدند.
تمامی این افراد باید اطلاعات کاملی از تورات و دستورهای خداوند داشتند و از این رو در اصطلاح امروزی تمامی آن‌ها ربی بوده‌اند.
بعد از نابودی معبد دوم اورشلیم و از بین رفتن پیامبری و کاهنی تلاش دانشمندان مذهبی یهودی به گروهی به نام افراد جامعه بزرگ (انشه کنست هاگدولا) منتقل شد. این افراد شروع به تهیه آنچه که امروزه قانون شفاهی نامیده می‌شود کردند. این مطالعات به تدریج نوشته شد و میشنا و گمارا را ایجاد کرد که بعدها به صورت تلمود گردآوری شد.